# Тотем і табу
Тотем і табу (нім. Totem und Tabu) — книга Зигмунда Фройда видана в 1913 році спершу під заголовком «Einige Übereinstimmungen im Seelenleben der Wilden und der Neurotiker», яка складається з чотирьох есе, що раніше вже були оприлюдненні в журналі «Imago» в 1912 і 1913 рр.
В праці Фройд намагається відповісти на питання народної психології засобом психоаналізу. Первісні общини, на думку дослідника, знаходяться на найнижчій стадії людського суспільства, де ще не достатньо розвинутий індивід, як окрема особистість, а колективне домінує над усіма через потребу виживання. Тому питання про тотемізм, екзогамію, табу і магію можна роз'яснити, звернувшись до психічного розвитку дитини. Екзогамія заснована на кровоблудних стосунках між людьми, табу — на роздвоєності між забороною й бажанням, магія — на нарцисичній стурбованості власними думками, а тотемізм і екзогамія мають спільне походження в амбівалентних стосунках з батьком.

## Передслово
Фройд, який давно зацікавлений соціальною антропологією і присвятивши себе вивченню археології і доісторії, вказував, що роботи Вільгельма Вундта і Карла Юнга стали приводом до написання есе, включених у книгу «Тотем і табу». Головними впливами на роботу завдали Джейс Фрейзер, у тому числі через порівняльне дослідження «Золота гілка». Робота широко перекладена європейськими мовами.

## Український переклад
Зиґмунд Фройд. Тотем і табу; пер. Володимира Чайковського — Харків: Фоліо, 2019. — 267 с.